# Lilla Lövö, Ingå
Lilla Lövö är en ö i Finland. Den ligger i Finska viken och i kommunen Ingå i den ekonomiska regionen  Raseborg i landskapet Nyland, i den södra delen av landet. Ön ligger omkring 58 kilometer väster om Helsingfors.
Öns area är 15,6 hektar och dess största längd är 0,7 kilometer i sydväst-nordöstlig riktning.